# Wileński Okręg Etapowy
Wileński Okręg Etapowy – okręg etapowy Wojska Polskiego.

## Formowanie i zmiany organizacyjne
Wileński Okręg Etapowy powołano w grudniu 1919.
W marcu 1920 zlikwidowało dotychczasowe fronty, a walczące wojska podzielono na armie. Każdej armii przydzielono jeden okręg etapowy. OE „Wilno” przydzielono 7 Armii. Do dyspozycji Okręg otrzymał następujące bataliony etapowe: I i IV litewsko-białoruskie, III krakowski, IV lubelski, IV łódzki i 2 Ochotniczą Legię Kobiet. W marcu 1920 w dyspozycji Dowództwa Okręgu Etapowego Wilno znajdowały się następujące bataliony etapowe: III Krakowski, IV Lubelski, I Lit.-Białoruski, IV Łódzki.

## Struktura organizacyjna
Organizacja i rozmieszczenie w grudniu 1919:
- Dowództwo Okręgu Etapowego Wilno
- powiat etapowy „Augustów”
- powiat etapowy „Dzisna”
- powiat etapowy „Nowoaleksandrowsk”
- powiat etapowy „Sejny”
- powiat etapowy „Suwałki”
- powiat etapowy „Święciany”
- powiat etapowy „Troki”
- powiat etapowy „Wilno”

## Obsada personalna
- płk piech. Józef Becker – dowódca powiatu etapowego Wilno (od 7 I 1920)
- płk piech. Władysław Chełchowski – dowódca powiatu etapowego Augustów, Lida i Dzisna (16 I – 20 III 1921)
- płk Jan Nowakowski – dowódca powiatu etapowego Sejny (od 15 XII 1919[5])
- por. Stanisław Kawecki – czasowo dowódca powiatu etapowego Nowoaleksandrowsk (od 14 XI 1919[6])